# Reo Hatate
Reo Hatate (旗手 怜央?, Hatate Reo; Suzuka, 21 novembre 1997) è un calciatore giapponese, centrocampista o attaccante del Celtic e della nazionale giapponese.

## Biografia
Nato a Suzuka, ha frequentato le scuole superiori a Shizuoka e, in seguito, si è iscritto alla Juntendo University, a cui si è laureato nel 2020.
Il padre Koji è stato un giocatore di baseball professionista fra gli anni Ottanta e Novanta, che è arrivato anche a vestire la casacca della squadra nazionale e, dopo il ritiro, ha intrapreso una carriera da allenatore e direttore tecnico.

## Caratteristiche tecniche
La sua posizione naturale è quella di centrocampista, ma la sua versatilità gli ha permesso di giocare anche in un ruolo più offensivo, oltre che come ala o terzino (su entrambe le fasce).
Un bravo finalizzatore oltre che generoso in fase offensiva, capace di servire numerosi assist ai compagni. Possiede una buona precisione di tiro, il che lo rende capace di segnare calciando anche da fuori area.

## Carriera

### Club

#### Kawasaki Frontale
Dopo aver iniziato a giocare a calcio nella scuola calcio FC Yokkaichi e aver proseguito nelle squadre del liceo e dell'università in cui studiava, nel 2019 Hatate si unisce al Kawasaki Frontale, squadra della massima serie nazionale. Debutta fra i professionisti il 7 dicembre 2019, all'ultima partita della J1 League, nella vittoria per 2-1 contro il Consadole Sapporo.
Nell'edizione successiva, quella del 2020, Hatate segna la sua prima rete in campionato, nel pareggio contro il Vissel Kobe: è infatti autore del gol del 2-2 finale. Realizza poi due doppiette: una nella vittoria per 5-0 contro lo Shimizu S-Pulse, e una nella vittoria per 3-2 contro lo Yokohama FC. Infine, nella partita contro il Gamba Osaka, da un suo tiro nasce il tap-in con cui Manabu Saitō segna il gol del 5-0 finale, che dà al Kawasaki Frontale la certezza matematica della vittoria della J1 League.
Hatate e la sua squadra si riconfermano Campioni del Giappone (oltre a vincere la Supercoppa nazionale) anche nel 2021, anno in cui il centrocampista fa anche il suo esordio in AFC Champions League, dove il Kawasaki si ferma agli ottavi di finale, sconfitto ai tiri di rigore dai sud-coreani dell'Ulsan HD.

#### Celtic
Dopo settimane di speculazioni al riguardo, il 31 dicembre 2021 viene ufficializzato il trasferimento di Hatate al Celtic, reso valido a partire dal giorno successivo: il giocatore, alla sua prima esperienza assoluta in Europa, ha firmato un contratto valido fino al 30 giugno del 2025. Il suo trasferimento è avvenuto in contemporanea a quelli dei connazionali Daizen Maeda e Yōsuke Ideguchi: tutti e tre i giocatori rientravano nella strategia di mercato adottata dall'allenatore Ange Postecoglou, che aveva allenato in J League (allo Yokohama F·Marinos) prima di accettare l'offerta del Celtic nell'estate dello stesso anno e, nel frattempo, aveva già portato in Scozia l'attaccante Kyōgo Furuhashi.
Il 17 gennaio 2022, Hatate fa il suo debutto ufficiale per i Bhoys, partendo da titolare (insieme all'altro acquisto Maeda, autore del primo gol) nell'incontro di campionato contro l'Hibernian, vinto dalla sua squadra per 2-0: nell'occasione, il centrocampista viene anche nominato Uomo Partita. Il Celtic vince il campionato, Hatate segna un gol calciando da fuori area battendo per 2-1 l'Hearts, inoltre farà una doppietta nella vittoria per 3-0 contro i Rangers, apre anche le marcature nella vittoria per 7-0 contro il St. Johnstone. Vince l'edizione 2022 2023 del campionato, segna il gol del 2-1 vincendo contro il Motherwell, inoltre realizza una doppietta battendo per 4-1 il St. Johnstone e per 4-0 l'Aberdeen. Conquista anche la vittoria dell'edizione successiva dove Hatate però, per via di un infortunio, per più della metà del campionato è stato assente, ha segnato comunque un gol sconfiggendo per 3-1 il Kilmarnock, sigla una rete anche contro il St. Mirren e il Livingston prevalendo per 3-0 in entrambe le partite.
Il 5 novembre 2024 segna un gol in Champions League con la rete del 3-1 sconfiggendo il RB Lipsia,mentre il 23 gennaio 2025 è determinante nella vittoria contro gli Young Boys quando con un passaggio lungo serve la palla a Adam Idah facendo sì che quest'ultimo metta il giocatore avversario Loris Benito nella posizione di segnare l'autogol del 1-0.

### Nazionale

#### Nazionali giovanili
Viene convocato nella Nazionale Under-23 giocando nella Coppa d'Asia Under-23, nella vittoria contro la Corea del Nord segnerà il gol del 3-1 calciando un rigore che colpisce il palo per poi rimbalzare sul portiere finendo in rete. Ai giochi asiatici segnerà un gol e fornirà due assist vincenti nella vittoria per 4-0 contro il Pakistan. Nell'edizione 2019 del Torneo di Tolone segnerà una tripletta contro il Cile, durante la semifinale contro il Messico fornirà a Koki Ogawa l'assist vincente con cui segnerà il gol del 2-2 e dopo il pareggio ai calci di rigore vincerà il Giappone per 5-4, Hatate segnerà l'ultimo rigore per la sua squadra, accedendo alla finale dove pareggeranno 1-1 contro il Brasile, che vincerà per 5-4 ai rigori, purtroppo Hatate ha sbagliato l'ultimo rigore consegnando la vittoria agli avversari. Durante un'amichevole contro la Giamaica Under-23 vinta per 9-0, sarà autore di una doppietta.
Vince per ben due volte di seguito l'oro all'Universiade, prima nell'edizione 2017 dove segna un gol nella vittoria contro l'Uruguay per 2-1 e decide con una doppietta la vittoria per 2-0 contro la Malaysia. Nell'edizione del 2019, disputata in Italia, segna due gol, il primo nella vittoria per 4-1 contro la Russia e il secondo con il medesimo risultato nella finale vinta contro il Brasile.

#### Nazionale maggiore
Il 1º gennaio 2024 viene convocato per la Coppa d'Asia 2023.

## Statistiche

### Presenze e reti nei club
| Stagione                 | Club                     | Campionato               | Campionato | Campionato | Coppe nazionali | Coppe nazionali | Coppe nazionali | Coppe continentali | Coppe continentali | Coppe continentali | Supercoppe | Supercoppe | Supercoppe | Totale | Totale |
| Stagione                 | Club                     | Comp                     | Pres       | Reti       | Comp            | Pres            | Reti            | Comp               | Pres               | Reti               | Comp       | Pres       | Reti       | Pres   | Reti   |
| ------------------------ | ------------------------ | ------------------------ | ---------- | ---------- | --------------- | --------------- | --------------- | ------------------ | ------------------ | ------------------ | ---------- | ---------- | ---------- | ------ | ------ |
| 2019                     | Kawasaki Frontale        | J1                       | 1          | 0          | -               | -               | -               | -                  | -                  | -                  | -          | -          | -          | 1      | 0      |
| 2020                     | Kawasaki Frontale        | J1                       | 31         | 5          | CG+CdL          | 2+5             | 0+1             | -                  | -                  | -                  | -          | -          | -          | 38     | 6      |
| 2021                     | Kawasaki Frontale        | J1                       | 30         | 5          | CG+CdL          | 3+0             | 1+0             | ACL                | 4                  | 0                  | SG         | 1          | 0          | 38     | 6      |
| Totale Kawasaki Frontale | Totale Kawasaki Frontale | Totale Kawasaki Frontale | 62         | 10         |                 | 10              | 2               |                    | 4                  | 0                  |            | 1          | 0          | 77     | 12     |
| gen.-giu.2022            | Celtic                   | SP                       | 17         | 4          | SC+CdL          | 3+0             | 0               | UECL               | 1                  | 0                  | -          | -          | -          | 21     | 4      |
| 2022-2023                | Celtic                   | SP                       | 32         | 6          | CS+CdL          | 4+3             | 2+1             | UCL                | 6                  | 0                  | -          | -          | -          | 45     | 9      |
| 2023-2024                | Celtic                   | SP                       | 16         | 3          | CS+CdL          | 0+2             | 0+0             | UCL                | 3                  | 0                  | -          | -          | -          | 21     | 3      |
| 2024-2025                | Celtic                   | SP                       | 23         | 6          | CS+CdL          | 1+4             | 0+0             | UCL                | 7                  | 1                  | -          | -          | -          | 35     | 7      |
| Totale Celtic            | Totale Celtic            | Totale Celtic            | 88         | 19         |                 | 17              | 3               |                    | 17                 | 1                  |            | -          | -          | 122    | 23     |
| Totale carriera          | Totale carriera          | Totale carriera          | 150        | 29         |                 | 27              | 5               |                    | 21                 | 1                  |            | 1          | 0          | 199    | 35     |

### Cronologia presenze in nazionale
| Cronologia completa delle presenze e delle reti in nazionale ― Giappone | Cronologia completa delle presenze e delle reti in nazionale ― Giappone | Cronologia completa delle presenze e delle reti in nazionale ― Giappone | Cronologia completa delle presenze e delle reti in nazionale ― Giappone | Cronologia completa delle presenze e delle reti in nazionale ― Giappone | Cronologia completa delle presenze e delle reti in nazionale ― Giappone | Cronologia completa delle presenze e delle reti in nazionale ― Giappone | Cronologia completa delle presenze e delle reti in nazionale ― Giappone |
| Data                                                                    | Città                                                                   | In casa                                                                 | Risultato                                                               | Ospiti                                                                  | Competizione                                                            | Reti                                                                    | Note                                                                    |
| ----------------------------------------------------------------------- | ----------------------------------------------------------------------- | ----------------------------------------------------------------------- | ----------------------------------------------------------------------- | ----------------------------------------------------------------------- | ----------------------------------------------------------------------- | ----------------------------------------------------------------------- | ----------------------------------------------------------------------- |
| 29-3-2022                                                               | Saitama                                                                 | Giappone                                                                | 1 – 1                                                                   | Vietnam                                                                 | Qual. Mondiali 2022                                                     | -                                                                       | 46’                                                                     |
| 15-6-2023                                                               | Toyota                                                                  | Giappone                                                                | 6 – 0                                                                   | El Salvador                                                             | Amichevole                                                              | -                                                                       |                                                                         |
| 20-6-2023                                                               | Suita                                                                   | Giappone                                                                | 4 – 1                                                                   | Perù                                                                    | Amichevole                                                              | -                                                                       | 46’                                                                     |
| 13-10-2023                                                              | Niigata                                                                 | Giappone                                                                | 4 – 1                                                                   | Canada                                                                  | Amichevole                                                              | -                                                                       | 61’                                                                     |
| 17-10-2023                                                              | Kōbe                                                                    | Giappone                                                                | 2 – 0                                                                   | Tunisia                                                                 | Amichevole                                                              | -                                                                       | 64’                                                                     |
| 19-1-2024                                                               | Al Rayyan                                                               | Iraq                                                                    | 2 – 1                                                                   | Giappone                                                                | Coppa d'Asia 2023 - 1º turno                                            | -                                                                       | 74’                                                                     |
| 24-1-2024                                                               | Doha                                                                    | Giappone                                                                | 3 – 1                                                                   | Indonesia                                                               | Coppa d'Asia 2023 - 1º turno                                            | -                                                                       | 69’                                                                     |
| 31-1-2024                                                               | Doha                                                                    | Bahrein                                                                 | 1 – 3                                                                   | Giappone                                                                | Coppa d'Asia 2023 - Ottavi di finale                                    | -                                                                       | 36’                                                                     |
| 6-6-2024                                                                | Yangon                                                                  | Birmania                                                                | 0 – 5                                                                   | Giappone                                                                | Qual. Mondiali 2026                                                     | -                                                                       | 46’                                                                     |
| 15-11-2024                                                              | Giacarta                                                                | Indonesia                                                               | 0 – 4                                                                   | Giappone                                                                | Qual. Mondiali 2026                                                     | -                                                                       | 79’                                                                     |
| 25-3-2025                                                               | Saitama                                                                 | Giappone                                                                | 0 – 0                                                                   | Arabia Saudita                                                          | Qual. Mondiali 2026                                                     | -                                                                       | 74’                                                                     |
| Totale                                                                  |                                                                         | Presenze                                                                | 11                                                                      |                                                                         | Reti                                                                    | 0                                                                       |                                                                         |

| Cronologia completa delle presenze e delle reti in nazionale ― Giappone Olimpica | Cronologia completa delle presenze e delle reti in nazionale ― Giappone Olimpica | Cronologia completa delle presenze e delle reti in nazionale ― Giappone Olimpica | Cronologia completa delle presenze e delle reti in nazionale ― Giappone Olimpica | Cronologia completa delle presenze e delle reti in nazionale ― Giappone Olimpica | Cronologia completa delle presenze e delle reti in nazionale ― Giappone Olimpica | Cronologia completa delle presenze e delle reti in nazionale ― Giappone Olimpica | Cronologia completa delle presenze e delle reti in nazionale ― Giappone Olimpica |
| Data                                                                             | Città                                                                            | In casa                                                                          | Risultato                                                                        | Ospiti                                                                           | Competizione                                                                     | Reti                                                                             | Note                                                                             |
| -------------------------------------------------------------------------------- | -------------------------------------------------------------------------------- | -------------------------------------------------------------------------------- | -------------------------------------------------------------------------------- | -------------------------------------------------------------------------------- | -------------------------------------------------------------------------------- | -------------------------------------------------------------------------------- | -------------------------------------------------------------------------------- |
| 22-7-2021                                                                        | Chōfu                                                                            | Giappone                                                                         | 1 – 0                                                                            | Sudafrica                                                                        | Olimpiadi 2020 - 1º turno                                                        | -                                                                                | 72’                                                                              |
| 28-7-2021                                                                        | Yokohama                                                                         | Francia                                                                          | 0 – 4                                                                            | Giappone                                                                         | Olimpiadi 2020 - 1º turno                                                        | -                                                                                |                                                                                  |
| 31-7-2021                                                                        | Kashima                                                                          | Giappone                                                                         | 0 – 0 dts (4 – 2 dtr)                                                            | Nuova Zelanda                                                                    | Olimpiadi 2020 - Quarti di finale                                                | -                                                                                | 90’                                                                              |
| 3-8-2021                                                                         | Saitama                                                                          | Giappone                                                                         | 0 – 1 dts                                                                        | Spagna                                                                           | Olimpiadi 2020 - Semifinale                                                      | -                                                                                | 65’                                                                              |
| 6-8-2021                                                                         | Saitama                                                                          | Messico                                                                          | 3 – 1                                                                            | Giappone                                                                         | Olimpiadi 2020 - Finale 3º posto                                                 | -                                                                                | 46’                                                                              |
| Totale                                                                           |                                                                                  | Presenze                                                                         | 5                                                                                |                                                                                  | Reti                                                                             | 0                                                                                |                                                                                  |

| Cronologia completa delle presenze e delle reti in nazionale ― Giappone under 23 | Cronologia completa delle presenze e delle reti in nazionale ― Giappone under 23 | Cronologia completa delle presenze e delle reti in nazionale ― Giappone under 23 | Cronologia completa delle presenze e delle reti in nazionale ― Giappone under 23 | Cronologia completa delle presenze e delle reti in nazionale ― Giappone under 23 | Cronologia completa delle presenze e delle reti in nazionale ― Giappone under 23 | Cronologia completa delle presenze e delle reti in nazionale ― Giappone under 23 | Cronologia completa delle presenze e delle reti in nazionale ― Giappone under 23 |
| Data                                                                             | Città                                                                            | In casa                                                                          | Risultato                                                                        | Ospiti                                                                           | Competizione                                                                     | Reti                                                                             | Note                                                                             |
| -------------------------------------------------------------------------------- | -------------------------------------------------------------------------------- | -------------------------------------------------------------------------------- | -------------------------------------------------------------------------------- | -------------------------------------------------------------------------------- | -------------------------------------------------------------------------------- | -------------------------------------------------------------------------------- | -------------------------------------------------------------------------------- |
| 13-1-2018                                                                        | Jiangyin                                                                         | Thailandia under 23                                                              | 0 – 1                                                                            | Giappone under 23                                                                | Coppa d'Asia AFC Under-23 2018                                                   | -                                                                                | 73’                                                                              |
| 16-1-2018                                                                        | Jiangyin                                                                         | Giappone under 23                                                                | 3 – 1                                                                            | Corea del Nord under 23                                                          | Coppa d'Asia AFC Under-23 2018                                                   | -                                                                                |                                                                                  |
| 19-1-2018                                                                        | Jiangyin                                                                         | Giappone under 23                                                                | 0 – 4                                                                            | Uzbekistan under 23                                                              | Coppa d'Asia AFC Under-23 2018                                                   | -                                                                                | 46’                                                                              |
| 16-8-2018                                                                        | Cikarang                                                                         | Pakistan under 23                                                                | 0 – 4                                                                            | Giappone under 23                                                                | XVIII Giochi asiatici                                                            | 1                                                                                |                                                                                  |
| 24-8-2018                                                                        | Bekasi                                                                           | Malaysia under 23                                                                | 0 – 1                                                                            | Giappone under 23                                                                | XVIII Giochi asiatici                                                            | -                                                                                |                                                                                  |
| 27-8-2018                                                                        | Palembang                                                                        | Arabia Saudita under 23                                                          | 1 – 2                                                                            | Giappone under 23                                                                | XVIII Giochi asiatici                                                            | -                                                                                | 60’                                                                              |
| 29-8-2018                                                                        | Cibinong                                                                         | Giappone under 23                                                                | 1 – 0                                                                            | Emirati Arabi Uniti under 23                                                     | XVIII Giochi asiatici                                                            | -                                                                                | 64’                                                                              |
| 1-9-2018                                                                         | Cibinong                                                                         | Corea del Sud under 23                                                           | 2 – 1 dts                                                                        | Giappone under 23                                                                | XVIII Giochi asiatici                                                            | -                                                                                | 106’                                                                             |
| 17-11-2018                                                                       | Dubai                                                                            | Giappone under 23                                                                | 5 – 0                                                                            | Kuwait under 23                                                                  | Amichevole                                                                       | 1                                                                                | 70’                                                                              |
| 4-6-2019                                                                         | Salon-de-Provence                                                                | Giappone under 23                                                                | 6 – 1                                                                            | Cile under 23                                                                    | Torneo di Tolone 2019 - 1º turno                                                 | 3                                                                                | 70’                                                                              |
| 7-6-2019                                                                         | Fos-sur-Mer                                                                      | Portogallo under 23                                                              | 1 – 0                                                                            | Giappone under 23                                                                | Torneo di Tolone 2019 - 1º turno                                                 | -                                                                                | 90’                                                                              |
| 12-6-2019                                                                        | Aubagne                                                                          | Giappone under 23                                                                | 2 – 2 dts (5 – 4 dtr)                                                            | Messico under 23                                                                 | Torneo di Tolone 2019 - Semifinale                                               | -                                                                                |                                                                                  |
| 15-6-2019                                                                        | Salon-de-Provence                                                                | Brasile under 23                                                                 | 1 – 1 dts (5 – 4 dtr)                                                            | Giappone under 23                                                                | Torneo di Tolone 2019 - Finale                                                   | -                                                                                |                                                                                  |
| 28-12-2019                                                                       | Nagasaki                                                                         | Giappone under 23                                                                | 9 – 0                                                                            | Giamaica under 23                                                                | Amichevole                                                                       | 2                                                                                | 58’                                                                              |
| 9-1-2020                                                                         | Rangsit                                                                          | Giappone under 23                                                                | 1 – 2                                                                            | Arabia Saudita under 23                                                          | Coppa d'Asia AFC Under-23 2020                                                   | -                                                                                | 90+1’                                                                            |
| 12-1-2020                                                                        | Rangsit                                                                          | Siria under 23                                                                   | 2 – 1                                                                            | Giappone under 23                                                                | Coppa d'Asia AFC Under-23 2020                                                   | -                                                                                | 86’                                                                              |
| 15-1-2020                                                                        | Bangkok                                                                          | Qatar under 23                                                                   | 1 – 1                                                                            | Giappone under 23                                                                | Coppa d'Asia AFC Under-23 2020                                                   | -                                                                                | 46’                                                                              |
| 26-3-2021                                                                        | Chōfu                                                                            | Giappone under 23                                                                | 0 – 1                                                                            | Argentina under 23                                                               | Amichevole                                                                       | -                                                                                | 66’                                                                              |
| 29-3-2021                                                                        | Kitakyūshū                                                                       | Giappone under 23                                                                | 3 – 0                                                                            | Argentina under 23                                                               | Amichevole                                                                       | -                                                                                | 83’                                                                              |
| 5-6-2021                                                                         | Fukuoka                                                                          | Giappone under 23                                                                | 6 – 0                                                                            | Ghana under 23                                                                   | Amichevole                                                                       | -                                                                                | 79’                                                                              |
| 12-6-2021                                                                        | Toyota                                                                           | Giappone under 23                                                                | 4 – 0                                                                            | Giamaica under 23                                                                | Amichevole                                                                       | -                                                                                | 60’                                                                              |
| 17-7-2021                                                                        | Kōbe                                                                             | Giappone under 23                                                                | 1 – 1                                                                            | Spagna under 23                                                                  | Amichevole                                                                       | -                                                                                |                                                                                  |
| Totale                                                                           |                                                                                  | Presenze                                                                         | 22                                                                               |                                                                                  | Reti                                                                             | 7                                                                                |                                                                                  |

## Palmarès

### Club

#### Competizioni nazionali
- Campionato giapponese: 2

Kawasaki Frontale: 2020, 2021
- Coppa dell'Imperatore: 1

Kawasaki Frontale: 2020
- Supercoppa del Giappone: 1

2021
- Campionato scozzese: 4

Celtic: 2021-2022, 2022-2023, 2023-2024, 2024-2025
- Coppa di Lega scozzese: 3

Celtic: 2021-2022, 2022-2023, 2024-2025
- Coppa di Scozia: 2

Celtic: 2022-2023, 2023-2024

### Nazionale
- Universiade: 2

2017, 2019
- Giochi asiatici: 1

2018

### Individuale
- Squadra del campionato giapponese: 1

2021